# 6 martie
ianuarie • februarie • martie  • aprilie  • mai  • iunie  • iulie  • august  • septembrie  • octombrie  • noiembrie  • decembrie
6 martie este a 65-a zi a calendarului gregorian și ziua a 66-a în anii bisecți. Mai sunt 300 de zile până la sfârșitul anului.

## Evenimente

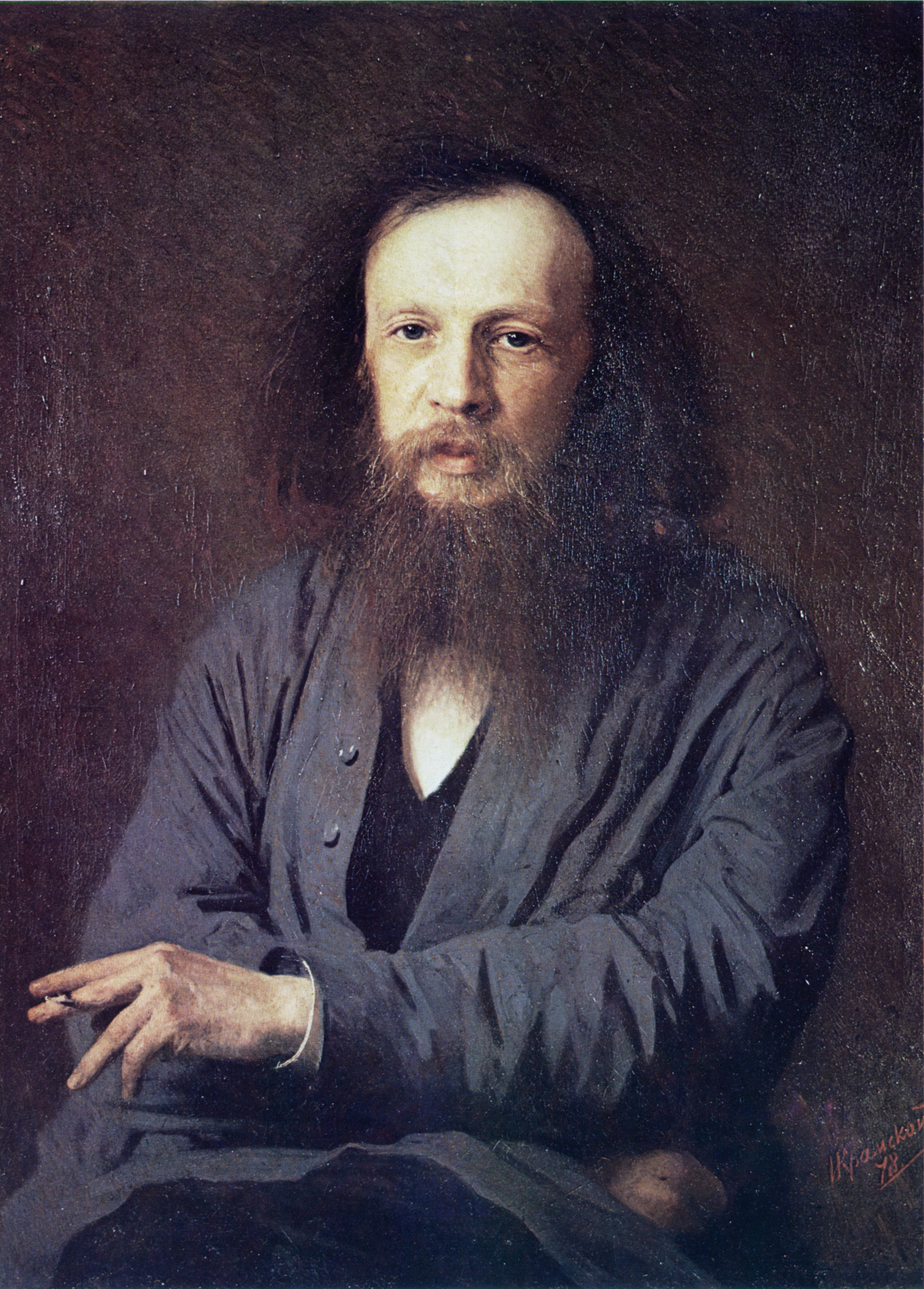
1869: Dimitri Mendeleev prezintă prima varianta a tabelului periodic al elementelor Societății Ruse de Chimie.

1945: Instaurarea guvernului Petru Groza

- 1447: Nicolae al V-lea devine Papă.
- 1521: Fernando Magellan ajunge la Guam.
- 1836: Bătălia de la Alamo - 200 de oameni au apărat un mic fort din Texas timp de 13 zile împotriva a mii de soldați mexicani conduși de Antonio Lopez de Santa Anna, guvernatorul Mexicului.
- 1853: Opera Traviata, de Giuseppe Verdi are premiera la Veneția.
- 1869: Dimitri Mendeleev prezintă prima varianta a tabelului periodic al elementelor Societății Ruse de Chimie.
- 1883: Legea pentru aderarea României la Convenția Internațională a metrului, încheiată, la Paris, la 8/20 mai 1875.
- 1897: A intrat în vigoare Legea repausului în zilele de duminică și sărbători. Potrivit legii, era liberă doar dimineața de duminică și alte 14 sărbători pe an.
- 1899: Bayer înregistrează "Aspirina" ca marcă înregistrată.
- 1919: Ungariei i se înmânează hotărârea Consiliului Militar interaliat de la Paris (Nota Vyx) privind obligativitatea retragerii trupelor maghiare din Transilvania.
- 1930: A avut loc, la cinematograful Capitol din București, premiera filmului documentar Viața unui oraș, reintitulat ulterior Viața începe mâine, realizat de regizorul Jean Mihail; filmul a marcat începutul carierei de documentarist a regizorului.
- 1941: A avut loc, la Opera Română din București, premiera operei Alexandru Lăpușneanu, de Alexandru Zirra, unul dintre pionierii muzicii de operă românești.
- 1945:  Instaurarea guvernului Petru Groza (sub presiunea militară sovietică, regele Mihai I este nevoit să accepte numirea lui Petru Groza ca prim-ministru; acesta formează un nou guvern, în care ministerele cheie erau deținute de comuniști).
- 1948: A fost înființat Teatrul Alexandru Davila din Pitești.
- 1948: A fost creată Organizația Maritimă Internațională (OMI) – instituție specializată a ONU.
- 1951: La New York începe procesul lui Ethel și Julius Rosenberg care sunt acuzați  de spionaj atomic pentru Uniunea Sovietică.
- 1953: Gheorghi Malenkov îi succede lui Stalin ca premier și Prim Secretar al Partidului Comunist al Uniunii Sovietice.
- 1957: Ziua națională a Republicii Ghana (fosta Coastă de Aur); aniversarea proclamării independenței.
- 1964: După moartea tatălui său Paul I, Constantin al II-lea devine rege al Greciei, ultimul rege al monarhiei grecești.
- 1967: Fiica lui Iosif Stalin, Svetlana Allilueva, a depus o cerere oficială de azil politic la ambasada americană din India.
- 1989: Purtătorul de cuvânt al Ministerului de Externe sovietic anunță abolirea "doctrinei Brejnev", afirmând că viitorul fiecărei țări est-europene se află "în propriile ei mâini".
- 1992: Virusul „Michelangelo” a început să afecteze calculatoarele.
- 1993: A fost semnată, la Istanbul, "Convenția privind cooperarea în domeniile culturii, învățământului, științei și informațiilor în zona Mării Negre".
- 1994: Controversatul sondaj de opinie „La sfat cu poporul” din Republica Moldova, ale cărui rezultate sunt invocate de către autorități în calitate de argument pentru fortificarea „statalității” Republicii Moldova.
- 1997: Tabloul lui Pablo Picasso, Cap de femeie, este furat de la galeria londoneză și recuperat o săptămână mai târziu.
- 2023: Formația românească de muzică pop-dance, A.S.I.A., se reunește după 17 ani într-un concert aniversar.

## Nașteri
- 1340: Ioan de Gaunt, Duce de Lancaster, al treilea fiu al regelui Eduard al III-lea al Angliei (d. 1399)
- 1405: Ioan al II-lea al Castiliei (d. 1454)
- 1475: Michelangelo Buonarroti, sculptor, pictor, arhitect și poet italian, recunoscut ca cel mai de seamă artist renascentist (d. 1564)
- 1619: Savinien de Cyrano de Bergerac, eseist și dramaturg francez (d. 1655)
- 1760: Amalie Zephyrine de Salm-Kyrburg, străbunica regelui Carol I al României (d. 1841)
- 1806: Elizabeth Barrett Browning, poetă britanică (d. 1861)
- 1817: Prințesa Clementine de Orléans (d. 1907)
- 1823: Regele Karl de Württemberg (d. 1891)
- 1850: Angiolo Achini, pictor italian (d. 1930)
- 1866: Dumitru Kiriac-Georgescu, compozitor, profesor român (d. 1928)

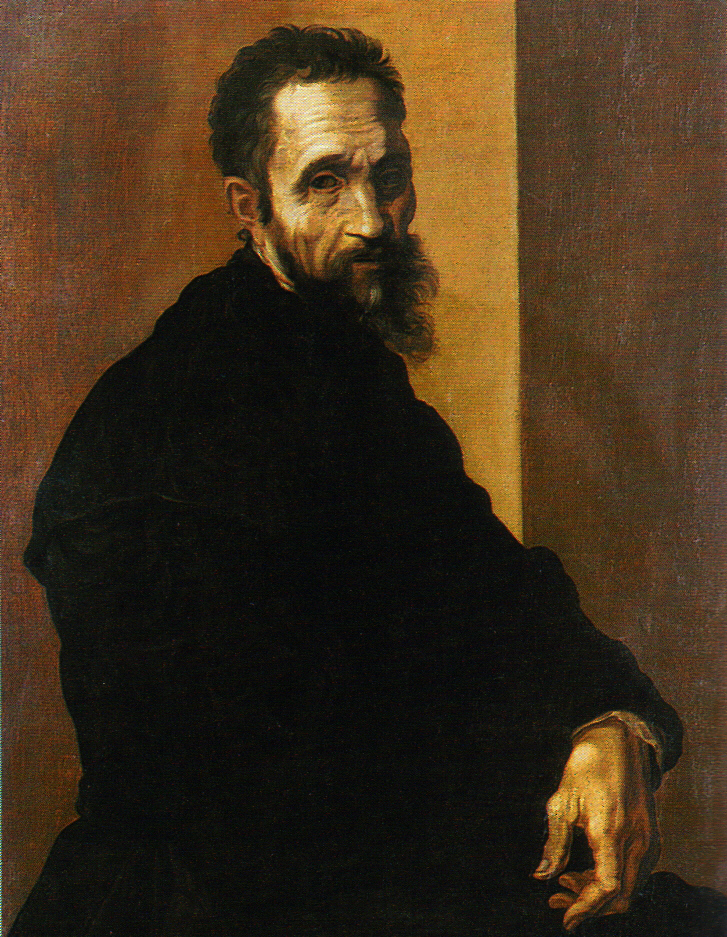
Michelangelo Buonarroti, sculptor, pictor italian
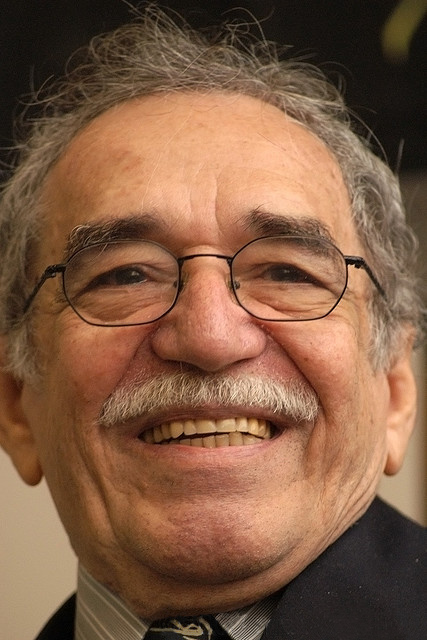
Gabriel García Márquez, scriitor columbian, laureat Nobel
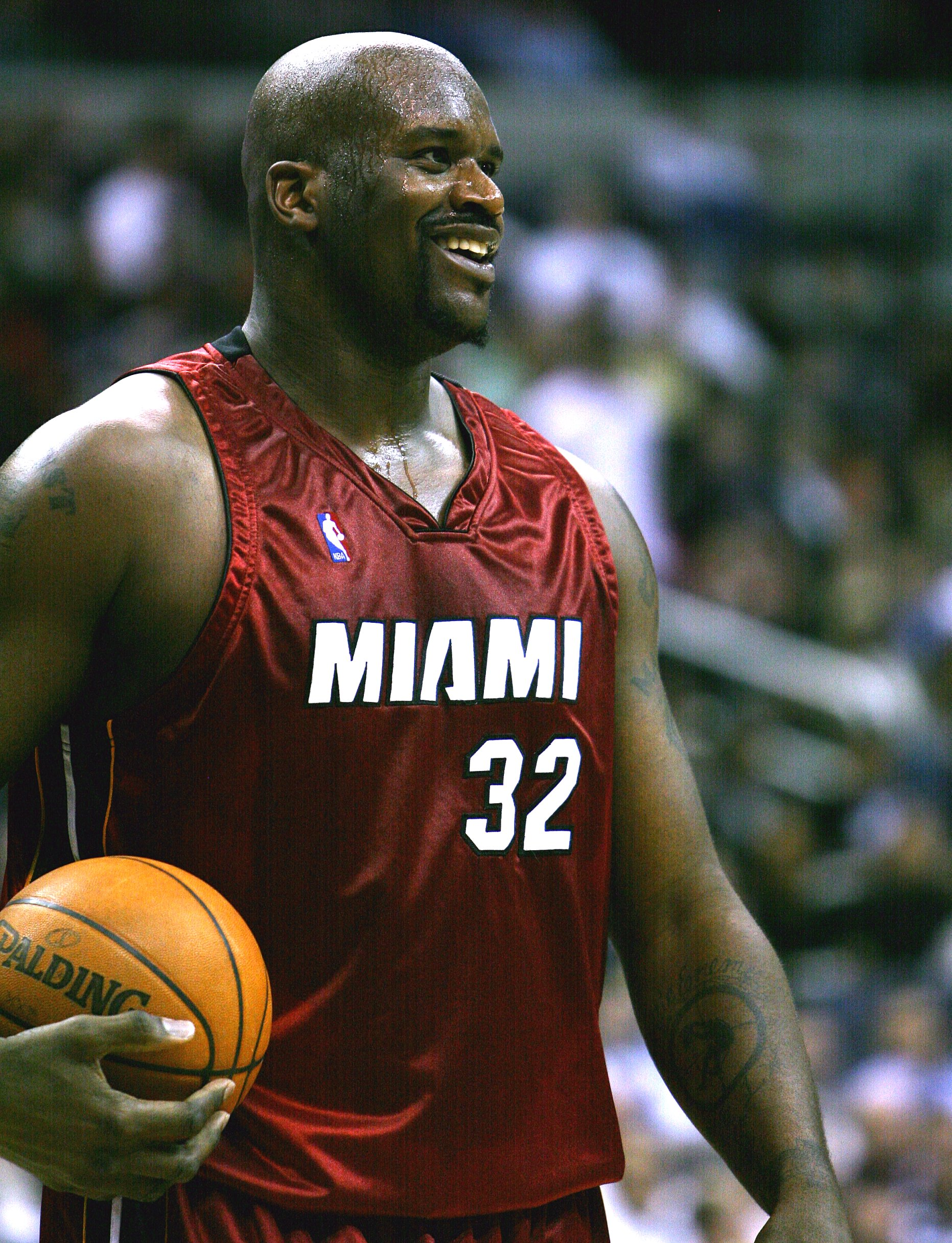
Shaquille O'Neal, baschetbalist american

- 1870: Oscar Straus, compozitor vienez (d. 1954)
- 1890: Albrecht Graf von Bernstorff, diplomat german, adversar al regimului nazist (d. 1945)
- 1903: Împărăteasa Kōjun, soția împăratului Hirohito al Japoniei (d. 2000)
- 1917: Donald Davidson, filosof american (d. 2003)
- 1917: Will Eisner, scriitor de benzi desenate, artist și antreprenor american (d. 2005)
- 1920: Ernest Maftei, actor român de teatru și film (d. 2006)
- 1924: Benedict Corlaciu, poet și prozator român, stabilit în Franța în 1972 (d. 1981)
- 1926: Andrzej Wajda, regizor polonez (d. 2016)
- 1927: Gabriel García Márquez, scriitor columbian, laureat al Premiului Nobel (d. 2014)
- 1931: Chun Doo-hwan, 90 ani, om politic sud-coreean, președinte al Republicii Coreea (1980–1988), dictator (d. 2021)
- 1933: Margareta Pogonat, actriță română de teatru și film (d. 2014)
- 1934: Marie-Françoise Garaud, om politic francez (d. 2024)
- 1933: Dan Puican, actor și regizor român (d. 2021)
- 1937: Valentina Tereșkova, prima femeie cosmonaut
- 1945: Paul Grigoriu, ziarist român, realizator de emisiuni radiofonice (d. 2015)
- 1946: David Gilmour, chitarist și vocalist al formației Pink Floyd
- 1948: Gheorghe Turda, interpret român de muzică populară
- 1952: Mircea Valer Pușcă, politician român
- 1953: Jan Kjærstad, autor norvegian
- 1967: Mihai Tudose, politician român
- 1972: Shaquille O'Neal, baschetbalist american
- 1981: Teodor Dună, poet român

## Decese
- 1754: Henry Pelham, prim-ministru al Regatului Unit (n. 1694)
- 1842: Constanze Mozart, văduva lui Wolfgang Amadeus Mozart (n. 1763)
- 1866: William Whewell, matematician și filozof englez (n. 1794)
- 1899: Prințesa Kaʻiulani, prințesă moștenitoare a insulelor Hawaiene   (n. 1875)
- 1939: Miron Cristea (Elie Cristea), primul patriarh al României (n. 1868)

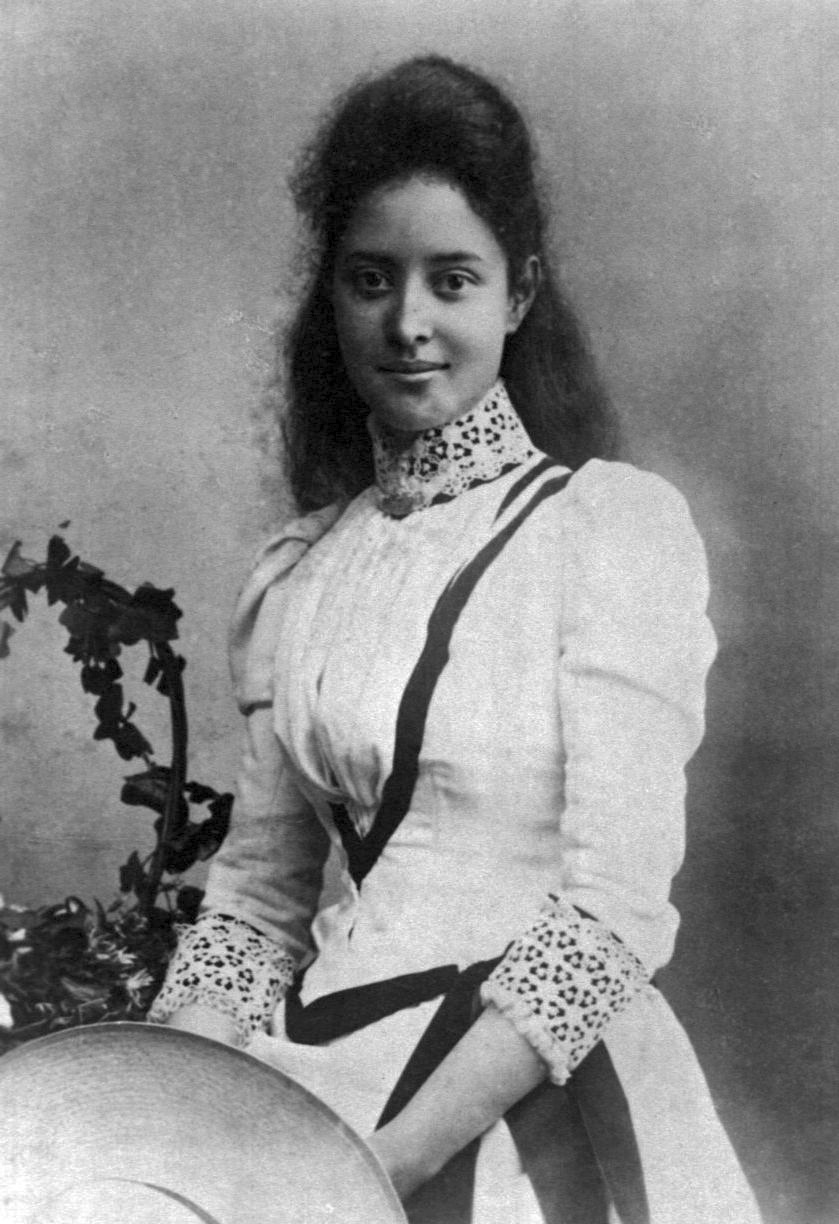
Prințesa Kaʻiulani, prințesă hawaiană
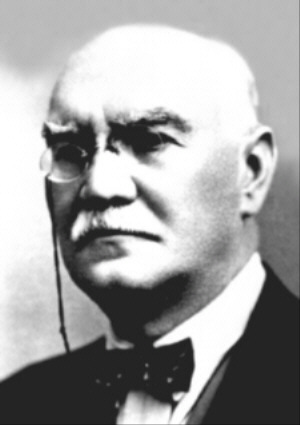
Constantin Rădulescu-Motru, filosof, psiholog, pedagog român
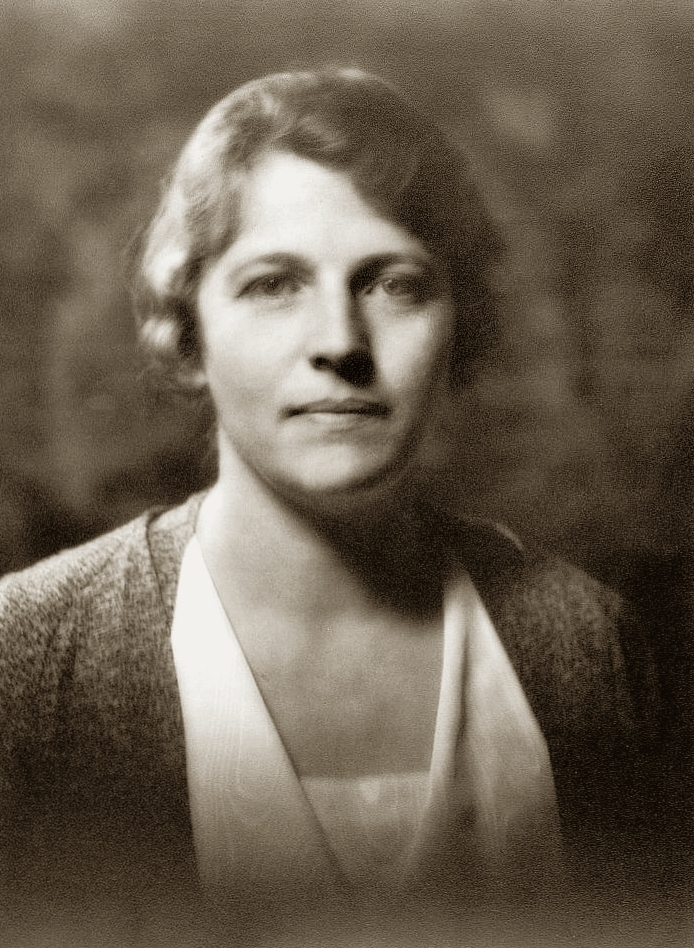
Pearl S. Buck, scriitoare americană, laureată Nobel

- 1957: Constantin Rădulescu-Motru, filosof, psiholog, pedagog român, academician și președinte al Academiei Române între 1938 - 1941 (n. 1868)
- 1963: Ion Mihalache, politician român (n. 1882)
- 1964: Regele Paul I al Greciei (n. 1901)
- 1973: Pearl S. Buck, scriitoare americană, laureată a Premiului Nobel (n. 1892)
- 1989: Harry Andrews, actor englez (n. 1911)
- 1989: Vasile Netea, istoric român (n. 1912)
- 1991: Ionel S. Pavel, medic român (n. 1897)
- 1992: Maria Helena Vieira da Silva, pictoriță portugheză (n. 1908)
- 1994: Hamdi Cerchez, actor român (n. 1941)
- 1999: Dennis Viollet, fotbalist englez (n. 1933)
- 2005: Hans Albrecht Bethe, fizician american (n. 1906)
- 2007: Jean Baudrillard, sociolog și filosof francez (n. 1929)
- 2018: Lavrente Calinov, canoist român (n. 1936)
- 2011: Agnes-Marie Grisebach, scriitoare germană (n. 1913)
- 2020: Nicolae Dan Cristescu, matematician român, membru al Academiei Române (n. 1929)
- 2022: Pavlo Lee, actor și prezentator TV ucrainean (n. 1988)